# 宅經濟
宅經濟，又稱閒人經濟，是指人們將假日時間分配在家庭生活、減少出門消費所帶來的商機與現象。

## 定義
「宅」一詞源於「御宅族」，原指沉迷而專精某樣事物的人，但台灣新聞媒體創造出「宅男」一詞，意思是窩在家裡的人。在此影響下，宅經濟亦包括了「御宅經濟」（Otaku Economy）的意思。
由於經濟因素等，許多人趨於「居家消費」，選擇進行較低支出的網路交易、線上遊戲，或是租看DVD、漫畫等。在無薪假、失業潮的波瀾下，亦有許多人轉向在家賺錢、網路創業，省下租用店面的成本，透過網路行銷、口碑相傳，創造小成本大商機。宅經濟可以包括寫作及多媒體創作的宅創作、攝影和翻譯等宅代工和在家投資和買賣的宅交易等。
另外，瞄準御宅族市場，包括動漫、聲優、鐵道、偶像、角色扮演等族群為目標的商業行為，也被稱為宅經濟。像是換上由動漫畫師繪畫的萌角色當封面的梅酒等。
《理財周刊》將快遞宅配、線上遊戲、消費娛樂、線上音樂、網路通訊、電腦相關設備和通路業者列為這股趨勢下的七大行業。消費者轉向節省開銷的生活方式，讓相關產業在景氣蕭條之中能夠逆勢成長，其帶來的商機與現象就是所謂的「宅經濟」，又稱為「閑人經濟」。

## 巢籠消費
在日本，同樣有利用網路購物、到府宅配服務等的消費傾向。由於節約支出，以致於盡量避免出門，像是窩在巢裡的鳥一樣，而稱為巢籠消費（日语：巣ごもり消費）。其中的「籠」（日语：こもり）是日語動詞的名詞形，意指待在其中（參見隱蔽青年的語源）。該用語自2008年底開始普及，日本的CD、DVD出租市場成長，任天堂等家用遊戲廠商收益增加等，反映了現代人消費習慣的改變。

## 發展
根據東方線上的研究，常上網或常打電玩者、或至網咖漫畫店DVD出租店者，在2006年至2008年間有逐年增加的趨勢。
資策會產業情報研究所（MIC）預估，2009年台灣網路購物市場規模將達到新台幣3,116億元，較2008年成長30.4%。因為進入門檻低，成為熱門創業領域之一，不過競爭也很激烈。例如服飾精品類的規模持續擴大，但同時也是最多退出市場的類別。

## 御宅族市場
根據矢野經濟研究所調查，2014年日本御宅族消費金額最多的前三名為偶像（追星族）、鐵道模型、十八禁遊戲，最少的是輕小說、Cosplay主題餐廳（含女僕咖啡廳）、VOCALOID相關商品。其中尤其偶像類和VOCCALOID類成長幅度最大，高達19%。和AKB48、桃色幸運草Z的市場擴大，以及初音未來二次創作與現場演唱會的活絡息息相關。